# 能智正博
能智 正博（のうち まさひろ、1962年 - ）は、日本の心理学者。主な研究領域は臨床心理学・ナラティブ研究。ナラティブ・アプローチ、質的心理学、質的研究などに関する複数の著作・共編書がある。東京大学大学院教育学研究科・教育学部教授。

## 経歴
1962年生まれ。東京大学文学部心理学科卒業。1989-1994年、国立身体障害者リハビリテーションセンター(現・国立障害者リハビリテーションセンター)・山田麗子らと共同研究論文を発表。1993年、東京大学大学院人文科学研究科博士課程退学。1994年、米国シラキュース大学大学院リハビリテーションカウンセリング専攻。1997年、シラキュース大学大学院教育学研究科博士課程修了(リハビリテーション・カウンセリングのプログラムで博士号(Ph.D.)を取得)。1999年に帝京大学文学部講師。2003年から東京女子大学文理学部心理学科助教授。2005年に東京大学大学院教育学研究科助教授、2006年、東京大学大学院教育学研究科准教授。2013年より東京大学教育学研究科(研究院)教授。
障害をもつ人および支える側のライフストーリー、臨床心理学カリキュラム論を主要研究テーマとし、大学では臨床心理学カリキュラム論を講じている。

## 著書・共編書
- 伊藤哲司,田中共子,能智正博 編『動きながら識る、関わりながら考える―心理学における質的研究の実践』ナカニシヤ出版、2005年4月。ISBN 978-4888484558。
- 能智正博『＜語り＞と出会う―質的研究の新たな展開に向けて』ミネルヴァ書房、2006年12月。ISBN 978-4623047239。
- (監修):能智正博,秋田喜代美、(編):高橋都,会田薫子 編『はじめての質的研究法―医療・看護編』東京図書、2007年5月。ISBN 978-4489020094。
- (監修):秋田喜代美、(編):能智正博, 川野健治 編『はじめての質的研究法―臨床・社会編』東京図書、2007年5月。ISBN 978-4489020100。
- (監修):能智正博、(編):秋田喜代美,藤江康彦 編『はじめての質的研究法―教育・学習編』東京図書、2007年7月。ISBN 978-4489020162。
- (監修):能智正博,秋田喜代美、(編): 遠藤利彦,坂上裕子 編『はじめての質的研究法―生涯発達編』東京図書、2007年7月。ISBN 978-4489020100。
- 下山晴彦,能智正博 編『心理学の実践的研究法を学ぶ (臨床心理学研究法 第 1巻)』新曜社、2008年3月。ISBN 978-4788510999。
- 能智正博『臨床心理学をまなぶ 6：質的研究法』東京大学出版会、2011年。ISBN 4130151363。
- やまだようこ,麻生武,サトウタツヤ,能智正博(2章/4章編集),秋田喜代美,矢守克也 編『質的心理学ハンドブック』執筆：<1章4節 質的研究の倫理><4章4節ナラティブ・テクストの分析>、新曜社、2013年9月。ISBN 978-4-7885-1354-9。 (目次) 閲覧:2015-11-16
- 山田麗子、鳥居修晃、能智正博、望月登志子『認知世界の崩壊と再形成』エスコアール出版部、2014年6月16日。ISBN 978-4900851757。
- 鈴木聡志,大橋靖史,能智正博『ディスコースの心理学—質的研究の新たな可能性のために』ミネルヴァ書房、2015年4月。ISBN 978-4623073306。

翻訳
- クリス・コード 著、福井圀彦,宮森孝史,中島悦子,吉野真理子,河内十郎,竹内愛子,能智正博 訳『言語と失語と右半球』中央洋書出版部、1990年3月。ISBN 978-4924679641。
- G.W.ハンフリーズ, M.J. リドック 著、河内十郎, 能智正博 訳『見えているのに見えない?―ある視覚失認症者の世界』新曜社、1992年2月。ISBN 978-4788504097。

## 論文

### 山田麗子らとの共同研究
- 能智正博、山田麗子「脳損傷患者の色の認知に関する研究 : HK.における色ぬり障害を中心に」『国立身体障害者リハビリテーションセンター研究紀要』第10巻、1989年、35-43頁、NAID 110000382283。
- 山本豊,山田麗子,能智正博,草野修輔「視空間認知に関する評価・訓練法の開発 I : 装置及び課題プログラムについて」『国立身体障害者リハビリテーションセンター研究紀要』第12巻、1991年、97-104頁、NAID 110000382317。
  - 105-112頁「視空間認知に関する評価・訓練法の開発 II : 半側空間失認を呈した2症例への適用」能智正博,山田麗子,山本豊,草野修輔
  - 113-120頁「視空間認知に関する評価・訓練法の開発 III : 半側空間失認を呈した2症例における視覚的探索運動」山田麗子,能智正博,山本豊,草野修輔
- 山田麗子,能智正博,草野修輔「半側空間無視症例の自発書字に見られた左の字画の脱落」『基礎心理学研究』第13巻第1号、1994年8月31日、11-15頁、NAID 110004863906。

### 単論文
- 「障害者における自己の捉え直しとしてのライフストーリー -語りの教育心理学 (特集 人生を物語る--生成のライフストーリー)」『発達』第20巻第79号、ミネルヴァ書房、1999年7月、49-57頁、NAID 40004322412。
- 「脳外傷者の自己物語における脳損傷の意味」『帝京大学文学部紀要 心理学』第6巻、帝京大学文学部心理学科、2001年3月、31-50頁、NAID 40004980515。
- 「PB93 脳外傷者の語りにおける「脳損傷」の両義性」『日本教育心理学会総会発表論文集』第43巻、日本教育心理学会（以降略）、2001年7月20日、196頁、NAID 110001886725、2015年11月19日閲覧。
- 「最近の教育心理学的研究に見る「障害」と「障害児・者」の意味論」『教育心理学年報』第42巻、日本教育心理学会（以降略）、2003年、130-138頁、NAID 130004572358、2015年11月19日閲覧。
- 「「適応的」とされる失語症者の構築する失語の意味-その語りに見られる重層的構造」『質的心理学研究』第2巻、2003年、89-107頁、NAID 50000382761。
- 「特別記事 グラウンデッド・セオリー法的分析の認知プロセス〔含 質疑応答〕」『Quality nursing』第10巻第6号、文光堂、2004年6月、571-593頁、NAID 40006256321。
- 「質的研究の質と評価基準について」『東京女子大学心理学紀要』第1巻、東京女子大学、2005年3月、87-97頁、NAID 110006608537、2015年11月19日閲覧。
- 「『質的研究方法ゼミナール』を読む」『看護研究』第38巻第7号、医学書院、2005年11月、597-601頁、NAID 40007120941。
- 「「語りの空間」を通して見えてくるもの--徳田論文へのコメント (特集:質的心理学とアクションリサーチ--パーティシペーション,ナラティヴ,フィールド共同実践の融合的視点)」『心理学評論』第49巻第3号、心理学評論刊行会（以下略）、2006年、510-513頁、NAID 40015242595。
- 「質的データの分析--〈物語〉の構成という視点から (焦点 健康と病いの語り(ナラティヴ))」『日本保健医療行動科学会年報』第21巻、日本保健医療行動科学会、2006年、49-62頁、NAID 40015929192。
- 「心理臨床家の教育と質的研究(学生は質的心理学の教育から何を得るか,準備委員会企画シンポジウム,日本教育心理学会第48回総会概要)」『教育心理学年報』第46巻、2007年3月30日、16頁、2015年11月19日閲覧。
- 「質的研究と当事者理解」『家裁調査官研究紀要』第7巻、裁判所職員総合研修所、2008年2月、1-14頁、NAID 40015884109。
- 「質的研究法の視点と実践研究 (特集 心理学の実践研究入門)」『臨床心理学』第9巻第1号、金剛出版（以下略）、2009年1月、22-26頁、NAID 40016672148。
- 「よい実践研究とはどのようなものか(心理学における実践的研究の有効活用に向けて,研究委員会企画シンポジウム,I 日本教育心理学会第50回総会概要)」『教育心理学年報』第48巻、2009年3月30日、47-48頁、NAID 110007326139、2015年11月19日閲覧。
- 「臨床心理学における質的研究のあり方と可能性 (特集 対人援助職の必須知識 研究の方法を知る) -- (質的研究の臨床心理学的展開)」『臨床心理学』第13巻第3号、2013年5月、352-355頁、NAID 40019722298。
- 「「発達論的還元」の射程 : 浜田論文へのコメント (特集改めて自己を問う : 心理学と近接領域の饗宴)」『心理学評論』第57巻第3号、2014年、330-336頁、NAID 40020353435。
- 「学校教育高度化センター後援事業 : Bamberg Michael客員教授の活動」『年報 2013, ,』、東京大学大学院教育学研究科附属学校教育高度化センター、2014年3月31日、127-129頁、NAID 120005430091、2015年11月19日閲覧。

### 共同論文
- 「質的研究における実践知の技法論 : 障害者のカウンセリングの現場から(心理学における「実践の知の技法」を探る : 臨床実践を中心に)」『日本教育心理学会総会発表論文集』第41巻、1999年7月15日、62-63頁、NAID 110001878930、2015年11月19日閲覧。
- 能智正博,伊藤義美,新田泰生「第22回〔日本人間性心理学会〕大会 方法論セミナー 質的研究におけるグラウンデッドセオリー法の位置づけ」『人間性心理学研究 21(2),』第21巻第2号、日本人間性心理学会、2003年、299-325頁、NAID 40006611775。
- 田中共子,下山晴彦,伊藤哲司,能智正博,岡本依子,村本由紀子,箕浦康子「学生は質的心理学の教育から何を得るか(準備委員会企画シンポジウム3)」『日本教育心理学会総会発表論文集』第48巻、2006年8月21日、S14-S15、NAID 110009629193、2015年11月19日閲覧。
- 伊藤哲司,能智正博,岡本依子,田中共子,村本由紀子,箕浦康子「学生は質的心理学の教育から何を得るか」『教育心理学年報』第46巻、2007年、16-18頁、doi:10.5926/arepj1962.46.0_16、NAID 130004697806、2015年11月19日閲覧。
- 下山晴彦,能智正博,植阪友理 [他]「心理学における実践的研究の有効活用に向けて ([日本教育心理学会第50回総会]) -- (研究委員会企画シンポジウム)」『教育心理学年報』第48巻、46-49頁、NAID 40016674518。
- 山田理絵,泉キヨ子,能登谷晶子[他],能智正博「当事者の語りにみる失語症という体験:自ら言葉への疑いとその対処行動に焦点を当てて(英語論文)」『金沢大学つるま保健学会誌』第32巻第1号、金沢大学、2008年7月31日、13-23頁、NAID 110006791322、2015年11月19日閲覧。
- 下山晴彦,能智正博,植阪友理,下山晴彦,能智正博,中澤潤,市川伸一「心理学における実践的研究の有効活用に向けて(研究委員会企画シンポジウム1)」『日本教育心理学会総会発表論文集』第50巻、2008年9月、S2-S3、NAID 110007070804、2015年11月19日閲覧。
- 「子どもの「非行」と向き合う親たちの語りの拡がり : セルフヘルプ・グループにおけるオルタナティヴ・ストーリーの生成に注目して」『質的心理学研究』第13巻、日本質的心理学会、2014年、116-133頁、NAID 40020440691。

## 参考サイト
- research map (2015年10月23日). “能智正博”. 2015年11月18日閲覧。
- “臨床心理学コース スタッフ紹介”.   東京大学 大学院教育学研究科・教育学部 (2015年). 2015年11月18日閲覧。